# Открытая страна
«Открытая страна» — советский фильм 1978 года режиссёра Александра Лейманиса по мотивам одноименной повести Михаила Дымова о летней практике девятиклассников на заводе.

## Сюжет
У девятиклассников завершается учебный год и начинается летняя практика на механическом заводе. Классный руководитель Герман Германович предупреждает ребят, что работа в заводском коллективе дело серьёзное. В первый же день девочек отправляют благоустраивать территорию, а мальчики получают задания повесомее.
Например, Диме поручено забить дыры в заборе, и он творчески решает этот вопрос: заметив, что эти самые дыры возникают не сами по себе, а потому что через эти «проходы» рабочие завода зачастую наведываются к ближайшему пивному ларьку, Дима заколачивает дверь и окно в самом ларьке. После такого новаторства его переводят в сантехники. Но парнишке всё интересно, и с удовольствием выходит с бригадой даже в ночную смену.
Остальные ребята класса тоже втягиваются в напряжённую жизнь завода, и когда практика подходит к концу, с сожалением расстаются с новыми друзьями, твёрдо решая вернутся на завод после школы и училища.

## В ролях
- Евгений Шурупов — Дима
- Лилиана Вессере — Жанна
- Алла Лудборж — Марина
- Андрис Морканс — академик
- Мартыньш Калныньш — Веня
- Тариэль Рзаев — Сеня
- Игорь Декунов — Гриша
- Дмитрий Соколов — Мальчоныш
- Елена Коваленко — Вернисажева
- Гиртс Яковлевс — Герман Германович
- Олег Сысоев — Петрович
- Аусма Дуле — Анна Андреевна
- Жанна Глебова — Ирина Борисовна
- Константин Бердиков — Игнат
- Улдис Ваздикс — «Тахта»
- Петерис Лиепинь — Василевский
- Байба Индриксоне — мать Димы
- Евгений Иванычев — отец димы
- Татьяна Мальченко — мать Мальчоныша
- Марк Лебедев — отец Мальчоныша
- Карлис Себрис — эпизод
- Алексей Михайлов — эпизод